# 79 (numero)
Settantanove (cf. latino undeoctoginta, greco ἐννέα καὶ ἑβδομήκοντα) è il numero naturale dopo il 78 e prima dell'80.

## Proprietà matematiche
- È un numero dispari.
- È un numero difettivo.
- È il 22º numero primo, dopo il 73 e prima dell'83.
- Nella base 10, è un primo permutabile con il 97.
- È un numero primo troncabile a destra.
- È un numero strettamente non palindromo.
- Non è la somma di due numeri primi.
- È un numero felice.
- È un numero fortunato.
- È parte della terna pitagorica (79, 3120, 3121).
- È un numero omirp.
- È un numero intero privo di quadrati.
- È un numero congruente.
- È un numero poligonale centrale.

## Astronomia
- 79P/du Toit-Hartley è una cometa periodica del sistema solare.
- 79 Eurynome è un asteroide della fascia principale del sistema solare.
- NGC 79 è una galassia ellittica della costellazione di Andromeda.

## Astronautica
- Cosmos 79 è un satellite artificiale russo.

## Chimica
- È il numero atomico dell'Oro (Au).

## Convenzioni

### Informatica
- La IANA raccomanda l'utilizzo di questo numero di porta nel protocollo Finger

## Televisione
- È il numero di episodi originali di Star Trek, non contando il primo episodio pilota "The Cage", che era incluso nell'episodio "The Menagerie".

## Smorfia
- Nella smorfia napoletana il 79 significa il ladro.